# Abderrahmane Kaki
Abdelkader Ould Abderrahmane, dit Abderrahmane Kaki, né le 18 février 1934 à Mostaganem et mort le 14 février 1995 à Oran, est un acteur et dramaturge algérien, auteur et metteur en scène d'une vingtaine de pièces de théâtre.

## Biographie
Abderrahmane Kaki naît à Mostaganem dans le quartier populaire de Tidjitt. Dès son enfance il se développe au contact de traditions culturelles vivaces. L'une de ses grand-mères connaît de mémoire un grand nombre de « kacidate », l'un de ses oncles est mélomane. Il participe aux fêtes populaires dans lesquelles jouent les « meddahs », côtoie le maître du chant bédouin Cheikh Hamada dont les enfants sont ses compagnons de jeu.
Kaki n'a qu'une dizaine d'années lorsqu'il devient apprenti-« meddah » lors des fêtes scolaires de fin d'année. Il rejoint quelques années plus tard le scoutisme, présentant les sketches qu'il a créés à l'occasion des fêtes musulmanes. Il fait ensuite partie de la troupe de Benabdellah Mustapha. Dans les années 50 il participe à des stages de formation dramatique dans le cadre du service de l'Éducation populaire dirigé par Henri Cordreaux. Kaki devient professeur d’art dramatique et fonde sa propre troupe en 1958. Il met en scène alors des pièces de Plaute, Carlo Gozzi, Ionesco, Beckett ou ses propres écrits, 132 ans (1962).

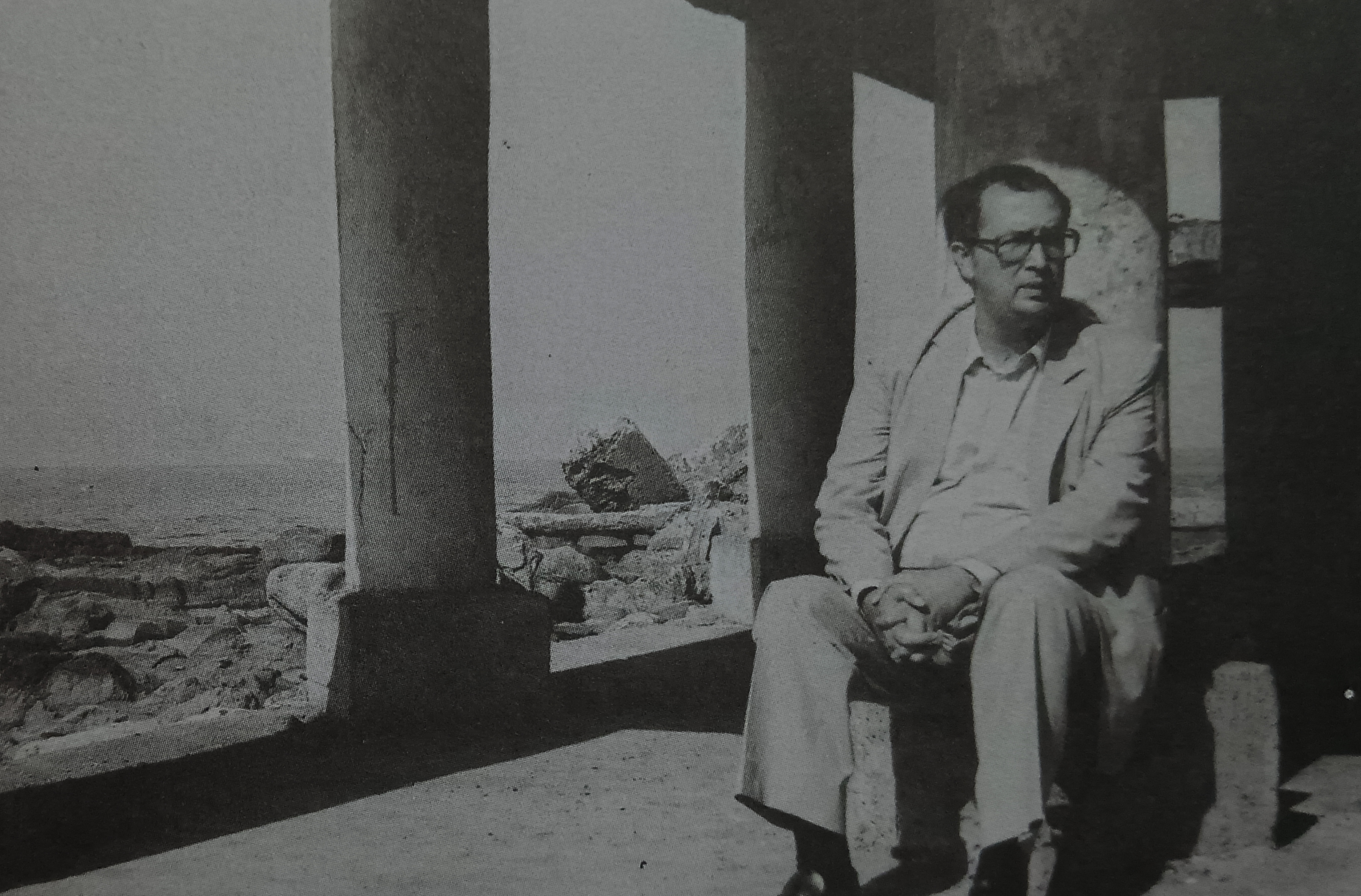
Ould Abderrahmane Kaki

Ses premières réalisations, définies par les termes de « théâtre-laboratoire » ou « d'avant-théâtre », articulent étroitement, sous la contrainte qu'impose la modestie de ses moyens, écriture théâtrale et langage scénique. « Nous n'avions pas les moyens de monter nos spectacles », disait Kaki. C'est pour cela que je me suis trouvé dans la nécessité d'inventer des formes ni pauvres ni misérabilistes, mais des formes épurées où le mouvement des acteurs est un langage (...) Je pensais que c'était le spectacle de la « halqa », des souks qu'il nous fallait, un théâtre de fête et de participation ».
Dans sa réappropriation de l'héritage des formes de la théâtralité traditionnelle algérienne, Kaki ne s'en réfère pas moins à la démarche de Bertolt Brecht, dont il dit avoir reçu « la plus grande leçon », estimant s'être par la suite « libéré de son influence ». « Par la mise au point d'un schéma d'adaptation de la chanson de geste rurale, avec ses thèmes puissants dans la mythologie du terroir et le patrimoine arabo-musulman (contes, légendes, récits investis par la chanson de geste rurale), pour raconter sur le mode poético-épique (du malhoun) la présence d'un peuple avec ses valeurs et ses traditions de lutte », écrit en 1981 Sidi Lakhdar Barka, Kaki est ainsi à l'origine de la première expérience d'un théâtre national.
Durant la première décennie de l'indépendance algérienne, il apparaît le créateur le plus actif et le plus en vue dans le domaine du théâtre, jusqu'à ce qu'un accident de voiture brise en 1968 son ascension. Familier des peintres algériens, Kaki préface en 1964 une exposition d'Aksouh à la Galerie 54 dirigée par Jean Sénac,  et Khadda réalise en 1974 les décors et costumes de sa pièce Beni kelboun présentée au Théâtre national d'Alger.

## Œuvres
- La légende de la rose
- Dem el hob
- La Maison de Dieu
- Avant-théâtre
- 1962: 132 ans
- Le Peuple de la nuit
- 1963: Ifrikya qabla I
- Diwan el garagouz
- 1964: El Guerrâb ouas-Sâlihîn
- 1967: Koul ouahad ou hakmou
- Les vieux
- Bni kelboun
- Diwan el mela

## Témoignages
- La pièce de Kaki El Guerrab oua salibine est en 1999 plébiscitée, « lors d'un sondage organisé (...) auprès d'une quinzaine de spécialistes et praticiens éprouvés du théâtre algérien, comme la production la plus marquante du répertoire national depuis l'indépendance, devant Ledjouad et El khobza (Abdelkader Alloula), El ghoula (Rouiched) et Boualem zid el goudam (Slimane Benaissa). (...) Kaki a été le pionnier du « théâtre ihtifali », que le marocain Tayeb Seddiki investira par la suite (...) en le popularisant à l'échelle maghrébine, arabe et internationale ».

- « Kaki est bel et bien le premier qui, par ses sources de création, sa thématique, ses moyens d'expression et sa technique de représentation, a remis en question la conception dominante et pour ainsi dire omnipotente du théâtre à l'européenne aristotélicien, suivant la formule d'Alloula, en interrogeant son propre patrimoine culturel traditionnel dans ce qu'il pouvait lui offrir de vecteurs, supports et matériaux ».